# Guido Pallotta
Guido Pallotta (Forlì, 1901 – Battaglia di Nibeiwa, 9 dicembre 1940) è stato un militare italiano, decorato con la medaglia d'oro al valor militare alla memoria nel corso della seconda guerra mondiale.

## Biografia
Nacque a Forlì nel 1901, figlio di Alfredo e Pia Civico Garzia. All'età di diciotto anni prese parte, come legionario, all'impresa di Fiume con Gabriele D'Annunzio, e poi prestò servizio per un paio di mesi nel 1922, presso il 19º Reggimento artiglieria da campagna da cui venne successivamente posto in congedo perché studente universitario. Lavorò come giornalista presso la Gazzetta del Popolo di Torino e poi entrò nella vita politica.
Nel 1935 partì volontario per l'Africa Orientale per combattere nella guerra d'Etiopia con la 215ª Legione CC.NN. "Cimino" inquadrata nella 4ª Divisione CC.NN. "3 gennaio" e con il grado di aiutante partecipò alle operazioni belliche e alle successive operazioni di grandi operazioni di polizia coloniale ricevendo anche un encomio solenne. Alla vigilia della seconda guerra mondiale fu nominato sottotenente di complemento dell'arma di fanteria in forza al 57º Reggimento fanteria "Abruzzi" di stanza a Schio.
Fu trasferito, a domanda, presso il LXXX Battaglione CC.NN. d'assalto della Milizia Volontaria Sicurezza Nazionale e partecipò alle operazioni militari sulla frontiera occidentale. Pur avendo diritto di essere smobilitato dopo l'armistizio con la Francia, ottenne di essere trattenuto in servizio attivo e il 29 luglio 1940 partì per l'Africa Settentrionale Italiana, dove fu destinato al Raggruppamento sahariano "Maletti". Partecipò all'invasione dell'Egitto condotta dal Maresciallo d'Italia Rodolfo Graziani, e una volta raggiunta Sidi El Barrani gli giunse la notizia della nomina a Ispettore del Partito Nazionale Fascista e la conseguente nomina a Consigliere Nazionale.
Cadde in combattimento ad Alam el Nibeiwa il 9 dicembre 1940, venendo decorato con la medaglia d'oro al valor militare.
È sepolto all'interno del cimitero del comune di Montefano, in Provincia di Macerata.

## Pubblicazioni
- L'Ultimo Legionario. Un diciottenne a Fiume (introduzione di Giordano Bruno Guerri), Diarkos, Santarcangelo di Romagna, 2022.

### Fonti
1. ↑  Gruppo Medaglie d'Oro al Valore Militare 1965, p. 488.
2. 1 2 3 4 5 6 7 8 9  Combattenti Liberazione.
3. ↑   Medaglia d'oro al valor militare Pallotta, Guido, su quirinale.it, Quirinale. URL consultato l'11 febbraio 2023.
4. ↑  Registrato alla Corte dei conti lì 1 luglio 1949,  Esercito registro n.19, foglio 112.